# Кайманови острови
Каймановите острови (на английски: Cayman Islands) са задморска територия на Великобритания. Те се намират в северозападната част на Карибско море, на около 200 km северозападно от Ямайка е на около 250 km южно от Куба, Състоят се от островите Голям Кайман, Кайман Брак и Малък Кайман.

## География
Общата площ на Каймановите о-ви е 262 km², като 197 от тях се падат на Голям Кайман. Освен че е най-голям и най-модерен, този остров е и най-атрактивен с удивителните си флора и фауна. Сребърните палми, папагалите, костенурките, палмовите орхидеи (забранени за изнасяне от страната като природен уникат) са станали истинска емблема на Голям Кайман.
- Кайман Брак (36 km²) е доста по-малък остров с причудлив релеф, образуван от безброй отвесни скали, надвесени над морето. Главната забележителност там са тайнствените пещери и изобилието от екзотични птици, които са избрали точно това място като спирка по обичайния си прелет от студените към топлите страни.
- Малък Кайман (26 km²) е най-слабо развитият от трите острова. Той едно време бил пренаселен от рибари, ловуващи водни костенурки. Но с намаляването на този животински вид и хората се махнали от острова – и не стъпили на него почти 200 години. Новото му заселване тръгнало трудно и тежко, защото честите урагани в този район не спомагат за идиличен бит. Затова на Малък Кайман живеят едва около стотина души.

Най-висока точка – 45 m. Бреговата линия е 125 km.
Климатът е тропичен, пасатен. Средните месечни температури са между 15 и 30°С. Валежите са около 1300 mm.
 Растителност е представена от вечнозелени, умерено влажни гори с ценни видове дървета (махагон).

## История
- 1503 г. – открити от Христофор Колумб, пътувайки от Панама към о-в Еспаньола (днешно Хаити), бил застигнат в този район от буря. Тя изхвърлила ескадрата му към неизвестните дотогава острови, чиито най-многобройни обитатели по онова време били морските костенурки. Оттам тръгнало и първоначалното име на архипелага – „Лас Тортугас“ (костенурките – исп.).

За тогавашните моряци екзотичните животни били изключително ценни, защото месото им има свойството да издържа дълго време без да се разваля – незаменимо качество при дългите морски пътувания в дохладилниковата ера. Явно костенурковото меню е било особено любимо на зачестилите край островите конкистадори и корсари – и морските костенурки взели драстично да намаляват. Така и името на островите изгубило своята реалистичност. Затова сред отбиващите се в дълбоките и живописни заливи мореплаватели взели да се носят легенди за забелязвани из местните реки десетметрови каймани (разновидност на крокодилите). Така се родило и днешното име на островното трио.
- 1670 г. – владение на Великобритания;
- 1863 – 1962 г. – административно подчинен на Ямайка;
- 1962 г. – стават самоуправляващо се британско владение.

## Население
Населението на островите е 54 878 жители (2010 г.). Гъстота – 212 жит. на кв. км.

Етнически състав:
25% от населението на страната е с европейски произход – главно британци. Други 25% са с африкански корени. Останалото е смес от двете раси.
Официален език: английски, използва се и местен диалект на английския и испански.

Конфесионален състав:
- християни – 98,7% (протестанти – 94,6%, католици – 5,4%);
- други – 1,3%.

Столица: Джордж Таун на о-в Голям Кайман.

## Държавно устройство
Държавното устройство е регламентирано от Конституция, приета през 1972 г. Според нея правителството се оглавява от губернатор, назначаван от британския крал. Функционира и Законодателна асамблея, в която, наред с губернатора, влизат още три постоянни членове и 12 избираеми. Изпълнителният съвет се състои от вече посочените 3 постоянни членове плюс още 4 избираеми. Една от функциите на съвета е да действа като колективен съветник към губернатора. Избирането на съветниците е абсолютно мажоритарно – гаранцията е в пълната липса на партии на Каймановите острови.

## Икономика
Най-развит отрасъл е туризмът. Отглеждат се банани, домати, цитруси. Развит е крайбрежният риболов (6 хил. тона риба) и изкуствено отглеждане на костенурки. Промишлеността е представена от малки предприятия за производство на строителни материали, туристически сувенири. На о-в Малък Кайман има нефтен терминал.
Светлото офшорно бъдеще на Каймановите острови се очертава още през 40-те г. на миналия век, когато са открити преки авиолинии до най-близките центрове на цивилизацията и капиталовата апология – Маями, Хюстън, Мемфис, Кингстън, Атланта, Лондон. С развитието на финансовата мрежа на островите се развива и местната инфраструктура и туризмът.

Много големи световни фирми имат днес офиси на най-големия и най-цивилизован остров от архипелага – Голям Кайман. Наличието на благоприятно данъчно заканодателство и строгото спазване на Закона за тайната на банковите влогове активно стимулират разрастването на финансовия сектор. В същото време губернаторът и съветниците му дават ясно да се разбере, че дискретността е несъвместима с укриването на престъпници или създаването на условия за незаконна дейност. Тази стриктност допълнително вдига офшорния рейтинг на Каймановите острови.
През 1984 г. островната администрация сключва със САЩ съглашение за достъп до информация, ако тя трябва да послужи като доказателство за принадлежност към наркобизнеса.

Последните три десетилетия донасят на островите истинско процъфтяване. Смята се, че за това допринася не само общото увлечение по офшорки в света, но и конкретната политическа стабилност в екзотичната страна, гарантирана и от любвеобилните отношения с метрополията. Тази идилия обяснява и защо дотогава не е бил поставян на дневен ред въпросът за независимостта
на Каймановите острови. Просто никой няма амбиции да търси промяна, когато нещата и без това си вървят добре – социалната сигурност е на ниво, заетостта и доходите също, расите съжителстват хармонично, престъпността е на най-ниското ниво в Карибския басейн, а равнището на живот – най-високото.

## Транспорт
Шосета – 310 км. Главно пристанище и международно летище – Джорджтаун.